# Lucinda Brand
Lucinda Brand (Dordrecht, 2 de julio de 1989) es una ciclista profesional neerlandesa, ganadora del Campeonato Mundial de Ciclocrós en 2021. Debutó como profesional en 2008 en el equipo patrocinado por la exciclista profesional también neerlandesa Leontien van Moorsel, el Leontien.nl. Tras la desaparición de ese equipo en 2013 pasó al Rabo Women Cycling Team. 

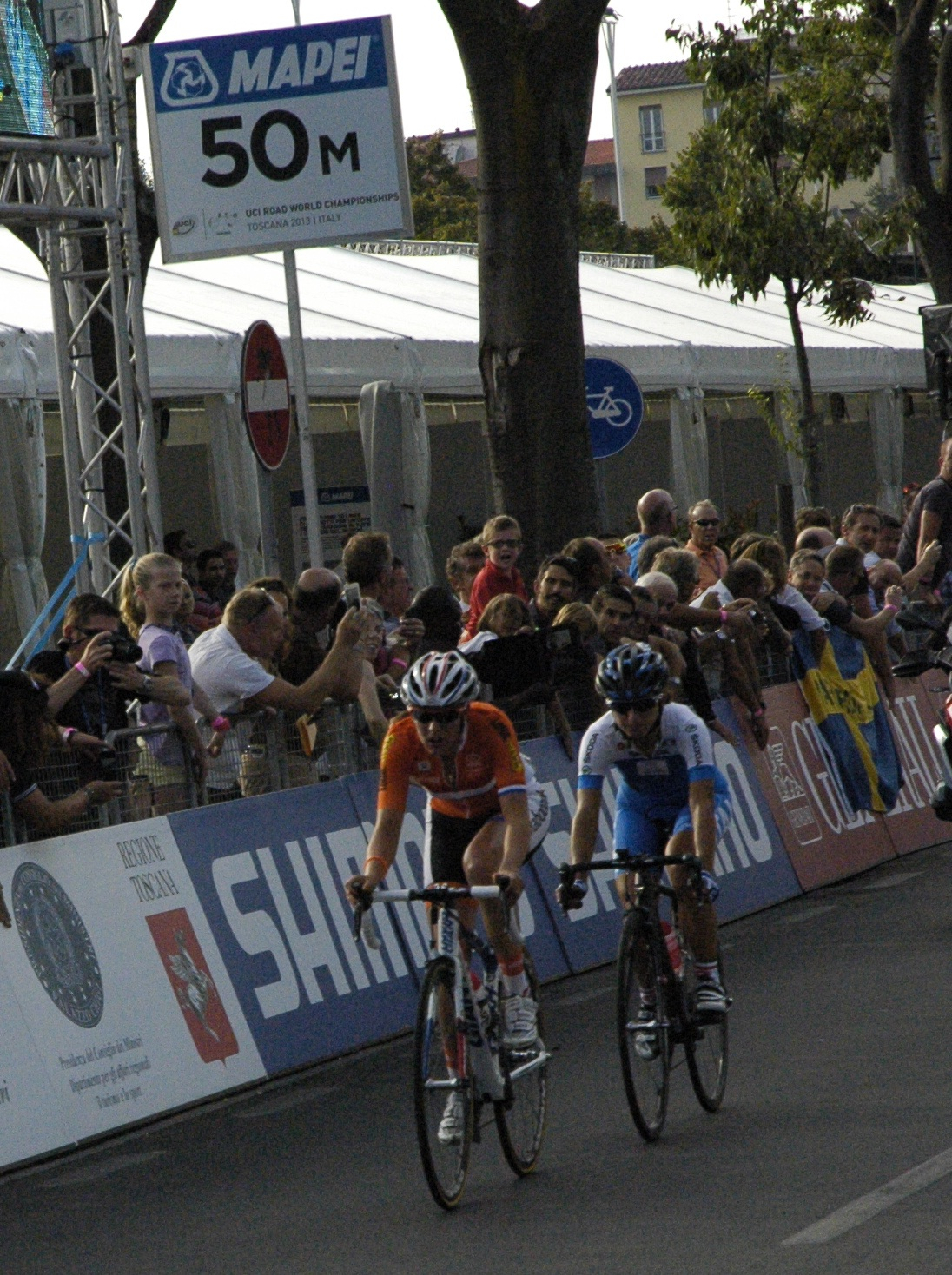
Lucinda Brand, a la izquierda, junto a Rossella Ratto en el Campeonato del Mundo en Ruta 2013.

## Palmarés

### Ruta
| 2011 - 3.ª en el Campeonato Europeo en Ruta sub-23 2012 - 3.ª en el Campeonato de los Países Bajos en Ruta - 1 etapa del Tour Féminin en Limousin - 1 etapa de La Route de France 2013 - Campeonato de los Países Bajos en Ruta 2014 - 2.ª en el Campeonato de los Países Bajos en Ruta - Energiewacht Tour, más 1 etapa - Gran Premio de Plouay-Bretaña 2015 - 1 etapa del Energiewacht Tour - Campeonato de los Países Bajos en Ruta - 2 etapas del Giro de Italia Femenino 2016 - Erondegemse Pijl - Ladies Tour of Norway, más 1 etapa - 1 etapa del Lotto Belgium Tour | 2017 - Omloop Het Nieuwsblad - 1 etapa del Giro de Italia Femenino 2018 - 3.ª en el Campeonato de los Países Bajos Contrarreloj 2019 - 3.ª en el Campeonato Europeo Contrarreloj 2021 - Tour de Turingia femenino, más 2 etapas - 3.ª en el Campeonato de los Países Bajos Contrarreloj - Clasificación de la montaña del Giro de Italia Femenino - 1 etapa del Tour Cycliste Féminin International de l'Ardèche 2022 - Vuelta a Suiza, más 2 etapas 2023 - Baloise Ladies Tour, más 1 etapa 2024 - Dwars door het Hageland - 1 etapa del Tour de Turingia femenino |

### Ciclocrós
2016-17
- 1.ª Kiremko Nacht van Woerden
- 2.ª en el Campeonato Europeo de Ciclocrós
- 2.ª en el Campeonato de los Países Bajos Ciclocrós

2017-18
- Soudal Classics (no hay clasificación general)
  - 1.ª Waaslandcross
- 1.ª Zilvermeercross
- Campeonato de los Países Bajos Ciclocrós
- 2.ª en el Campeonato Europeo de Ciclocrós
- 3.ª en el Campeonato Mundial de Ciclocrós

2018-19
- 11.ª general Copa del Mundo de Ciclocrós
  - 1.ª Tábor
  - 1.ª Namur
  - 1.ª Hoogerheide
- 19.ª general DVV Trophy
  - 1.ª Azencross
- Brico Cross (no hay clasificación general)
  - 1.ª Silvestercyclocross
- 1.ª Vlaamse Druivenveldrit Overijse
- Campeonato de los Países Bajos Ciclocrós
- 2.ª en el Campeonato Mundial de Ciclocrós

2019-20
- 7.ª general Copa del Mundo de Ciclocrós
  - 1.ª Namur
  - 1.ª Heusden-Zolder
  - 1.ª Hoogerheide
- 16.ª general DVV Trophy
  - 1.ª Urbancross
- 1.ª Niel Jaarmarkt Cyclo-cross
- 3.ª en el Campeonato de los Países Bajos Ciclocrós
- 3.ª en el Campeonato Mundial de Ciclocrós

2020-21
- Campeonato Mundial de Ciclocrós
- 1.ª general Copa del Mundo de Ciclocrós
  - 1.ª Tábor
  - 1.ª Namur
  - 1.ª Dendermonde
- 1.ª general Superprestigio
  - 1.ª Niel
  - 1.ª Merksplas
  - 1.ª Boom
  - 1.ª Gavere
  - 1.ª Heusden-Zolder
- 1.ª general X²O Badkamers Trophy
  - 1.ª Urbancross
- Ethias Cross (no hay clasificación general)
  - 1.ª Polderscross
- 3.ª en el Campeonato Europeo de Ciclocrós

2021-22
- 2.ª en el Campeonato Mundial
- Campeonato Europeo de Ciclocrós
- 2.ª en el Campeonato de los Países Bajos Ciclocrós
- 1.ª general Copa del Mundo
  - 1.ª Fayetteville
  - 1.ª Tábor
  - 1.ª Besançon
  - 1.ª Namur
  - 1.ª Dendermonde
  - 1.ª Hulst
- 1.ª general Superprestigio
  - 1.ª Gieten
  - 1.ª Niel
  - 1.ª Merksplas
  - 1.ª Boom
  - 1.ª Heusden-Zolder (GP Eric De Vlaeminck)
  - 1.ª Gavere
- 1.ª general X²O Badkamers Trophy
  - 1.ª Kortrijk
  - 1.ª Azencross
  - 1.ª Baal (GP Sven Nys)
  - 1.ª Herentals
  - 1.ª Hamme
  - 1.ª Krawatencross

2023-24
- Campeonato de los Países Bajos de Ciclocrós
- 2.ª en el Campeonato Mundial

## Resultados

### Ruta

#### Grandes Vueltas y Campeonatos del Mundo
Durante su carrera deportiva ha conseguido los siguientes puestos en las Grandes Vueltas femeninas y en los Campeonatos del Mundo en carretera:
| Carrera              | Carrera              | 2009 | 2010 | 2011 | 2012 | 2013 | 2014 | 2015 | 2016 | 2017 | 2018 | 2019 | 2020 | 2021 | 2022 | 2023 | 2024 | 2025 |
| -------------------- | -------------------- | ---- | ---- | ---- | ---- | ---- | ---- | ---- | ---- | ---- | ---- | ---- | ---- | ---- | ---- | ---- | ---- | ---- |
|                      | Giro de Italia       | 56.ª | 35.ª | 15.ª | 21.ª | 32.ª | 22.ª | 14.ª | 62.ª | 7.ª  | 4.ª  | 6.ª  | —    | 31.ª | 17.ª | —    | 57.ª | 60.ª |
|                      | Tour de l'Aude       | 39.ª | —    | X    | X    | X    | X    | X    | X    | X    | X    | X    | X    | X    | X    | X    | X    | X    |
|                      | Tour de Francia      | —    | X    | X    | X    | X    | X    | X    | X    | X    | X    | X    | X    | X    | —    | 52.ª | 8.ª  | 47.ª |
| Mundial en Ruta      | Mundial en Ruta      | —    | —    | Ab.  | 48.ª | 27.ª | 33.ª | 16.ª | —    | 13.ª | 9.ª  | 28.ª | —    | 36.ª | —    | —    | —    | —    |
| Mundial Contrarreloj | Mundial Contrarreloj | —    | —    | —    | —    | —    | —    | —    | —    | —    | 6.ª  | 8.ª  | —    | —    | —    | —    | —    | —    |
| Mundial de Ciclocrós | Mundial de Ciclocrós | —    | —    | —    | —    | —    | —    | —    | —    | 4.ª  | 3.ª  | 2.ª  | 3.ª  | 1.ª  | 2.ª  | 3.ª  | 2.ª  | 2.ª  |

—: no participa

Ab.: abandono

X: ediciones no celebradas

### Campeonatos y JJOO
| Carrera            | Especialidad | 2008         | 2009         | 2010         | 2011         | 2012         | 2013         | 2014         | 2015         | 2016         | 2017         | 2018         | 2019         | 2020         | 2021         | 2022         | 2023         | 2024 |
| ------------------ | ------------ | ------------ | ------------ | ------------ | ------------ | ------------ | ------------ | ------------ | ------------ | ------------ | ------------ | ------------ | ------------ | ------------ | ------------ | ------------ | ------------ | ---- |
| Juegos Olímpicos   | Ruta         | —            | No disputado | No disputado | No disputado | —            | No disputado | No disputado | No disputado | —            | No disputado | No disputado | No disputado | No disputado | —            | No disputado | No disputado | —    |
| Juegos Olímpicos   | Contrarreloj | —            | No disputado | No disputado | No disputado | —            | No disputado | No disputado | No disputado | —            | No disputado | No disputado | No disputado | No disputado | —            | No disputado | No disputado | —    |
| Campeonato Mundial | Ruta         | —            | —            | —            | Ab.          | 48.ª         | 27.ª         | 33.ª         | 16.ª         | —            | 13.ª         | 9.ª          | 28.ª         | —            | 36.ª         | —            | —            | —    |
| Campeonato Mundial | Contrarreloj | —            | —            | —            | —            | —            | —            | —            | —            | —            | —            | 6.ª          | 8.ª          | —            | —            | —            | —            | —    |
| Campeonato Europeo | Ruta         | X            | X            | X            | X            | X            | X            | X            | X            | 43.ª         | 41.ª         | 21.ª         | 27.ª         | —            | —            | —            | —            | —    |
| Campeonato Europeo | Contrarreloj | X            | X            | X            | X            | X            | X            | X            | X            | —            | 4.ª          | —            | 3.ª          | —            | —            | —            | —            | —    |
| Juegos Europeos    | Ruta         | No disputado | No disputado | No disputado | No disputado | No disputado | No disputado | No disputado | 24.ª         | No disputado | No disputado | No disputado | —            | No disputado | No disputado | No disputado | —            | ND   |
| Juegos Europeos    | Contrarreloj | No disputado | No disputado | No disputado | No disputado | No disputado | No disputado | No disputado | —            | No disputado | No disputado | No disputado | —            | No disputado | No disputado | No disputado | —            | ND   |
| Países Bajos       | Ruta         | 35.ª         | 24.ª         | 4.ª          | 15.ª         | 3.ª          | 1.ª          | 2.ª          | 1.ª          | 50.ª         | 7.ª          | 11.ª         | 10.ª         | 16.ª         | 12.ª         | 6.ª          | —            | 50.ª |
| Países Bajos       | Contrarreloj | —            | 13.ª         | —            | 7.ª          | —            | —            | 12.ª         | 4.ª          | Ab.          | 4.ª          | 3.ª          | 4.ª          | X            | 3.ª          | —            | —            | 5.ª  |
| Carrera            | Especialidad | 2008         | 2009         | 2010         | 2011         | 2012         | 2013         | 2014         | 2015         | 2016         | 2017         | 2018         | 2019         | 2020         | 2021         | 2022         | 2023         | 2024 |

—: No participa 

Ab.: Abandona 

X: No se disputó

### Ciclocrós

#### Campeonatos
| Carrera            | 12-13 | 13-14 | 14-15 | 15-16 | 16-17 | 17-18 | 18-19 | 19-20 | 20-21 | 21-22 | 22-23 | 23-24 |
| ------------------ | ----- | ----- | ----- | ----- | ----- | ----- | ----- | ----- | ----- | ----- | ----- | ----- |
| Campeonato Mundial | —     | —     | —     | —     | 4.ª   | 3.ª   | 2.ª   | 3.ª   | 1.ª   | 2.ª   | 3.ª   | 2.ª   |
| Campeonato Europeo | —     | —     | —     | —     | 2.ª   | 2.ª   | —     | —     | 3.ª   | 1.ª   | —     | —     |
| Países Bajos       | 9.ª   | 6.ª   | 5.ª   | —     | 2.ª   | 1.ª   | 1.ª   | 3.ª   | X     | 2.ª   | 6.ª   | 1.ª   |
| Carrera            | 12-13 | 13-14 | 14-15 | 15-16 | 16-17 | 17-18 | 18-19 | 19-20 | 20-21 | 21-22 | 22-23 | 23-24 |

—: No participa 

Ab.: Abandona 

X: No se disputó

#### Competiciones
| Carrera              | 12-13 | 13-14 | 14-15 | 15-16 | 16-17 | 17-18 | 18-19 | 19-20 | 20-21 | 21-22 | 22-23 | 23-24 |
| -------------------- | ----- | ----- | ----- | ----- | ----- | ----- | ----- | ----- | ----- | ----- | ----- | ----- |
| Copa del Mundo       | —     | —     | —     | —     | 13.ª  | 34.ª  | 11.ª  | 7.ª   | 1.ª   | 1.ª   | 7.ª   | 3.ª   |
| Superprestigio       | —     | —     | —     | 39.ª  | 16.ª  | 20.ª  | 23.ª  | —     | 1.ª   | 1.ª   | 8.ª   | 12.ª  |
| X²O Badkamers Trophy | —     | 27.ª  | —     | 16.ª  | 18.ª  | 20.ª  | 19.ª  | 16.ª  | 1.ª   | 1.ª   | 2.ª   | 2.ª   |
| Carrera              | 12-13 | 13-14 | 14-15 | 15-16 | 16-17 | 17-18 | 18-19 | 19-20 | 20-21 | 21-22 | 22-23 | 23-24 |

—: No participa 

Ab.: Abandona 

X: No se disputó

## Equipos
- Leontien.nl (2009-2012)
  - Leontien.nl (2009-2010)
  - AA Drink-Leontien.nl Cycling Team (2011-2012)
- Rabo Women Cycling Team (2013-2016)
  - Rabo Women Cycling Team (2013)
  - Rabo Liv Women Cycling Team (2014-2016)
- Team Sunweb (2017-09.2019)
- Trek[4] (2020-)
  - Trek-Segafredo Women (2020-2023)
  - Lidl-Trek (2023-)